# Episodi de L'ispettore Derrick (quattordicesima stagione)
La quattordicesima stagione della serie televisiva L'ispettore Derrick, composta da 11 episodi, è stata trasmessa in Germania nel 1987 sul canale ZDF.
| nº Prima TV Germania | nº Produzione | nº Stagione x nº Episodio | Titolo originale               | Titolo italiano                   | Prima TV Germania | Prima TV Italia  | Anno Produzione |
| -------------------- | ------------- | ------------------------- | ------------------------------ | --------------------------------- | ----------------- | ---------------- | --------------- |
| 148                  | 148           | 14x01                     | Mädchen in Angst               | Una ragazza in pericolo           | 2 gennaio 1987    | 11 dicembre 1988 | 1986            |
| 149                  | 149           | 14x02                     | Die Dame aus Amsterdam         | La donna di Amsterdam             | 30 gennaio 1987   | 23 ottobre 1988  | 1986            |
| 150                  | 150           | 14x03                     | Anruf in der Nacht             | Una telefonata nella notte        | 20 marzo 1987     | 13 novembre 1988 | 1986            |
| 151                  | 151           | 14x04                     | Absoluter Wahnsinn             | Pura follia                       | 24 aprile 1987    | 20 novembre 1988 | 1986            |
| 152                  | 152           | 14x05                     | Der Tote auf der Parkbank      | Il morto sulla panchina del parco | 5 giugno 1987     | 4 dicembre 1988  | 1986            |
| 153                  | 153           | 14x06                     | Die Nacht des Jaguars          | La notte dei giaguari             | 19 giugno 1987    | 16 ottobre 1988  | 1987            |
| 154                  | 154           | 14x07                     | Ein Weg in die Freiheit        | Una via verso la libertà          | 3 luglio 1987     | 9 ottobre 1988   | 1987            |
| 155                  | 156           | 14x08                     | Nachtstreife                   | Pattuglia notturna                | 18 settembre 1987 | 6 novembre 1988  | 1987            |
| 156                  | 157           | 14x09                     | Koldaus letzte Reise           | L'ultima volta di Koldau          | 2 ottobre 1987    | 2 ottobre 1988   | 1987            |
| 157                  | 158           | 14x10                     | Nur Ärger mit dem Mann aus Rom | Solo guai con l'uomo di Roma      | 30 ottobre 1987   | 30 ottobre 1988  | 1987            |
| 158                  | 155           | 14x11                     | Mordfall Goos                  | Il caso Goos                      | 27 novembre 1987  | 27 novembre 1988 | 1987            |

## Una ragazza in pericolo
- Titolo originale: Mädchen in Angst
- Diretto da: Horst Tappert
- Scritto da: Herbert Reinecker
- Interpreti:[1] Horst Tappert - Stephan Derrick, Fritz Wepper - Harry Klein, Willy Schäfer - Willy Berger, Sona Mac Donald - Anja Ruland, Joachim Bißmeier - Johannes Ruland, Angela Hillebrecth - Margot Ruland, Stefan Behrens - sgnor Rotter, Gisela Trowe - Anna Wiebusch, Henry van Lyck - Franz Belter, Claus Ringer - Dr. Krohn, Stefan Miller - Arzt

### Trama
A tarda sera. all'esterno di un locale notturno, Harry Klein assiste alla violenza di una giovane da parte di un uomo. Klein interviene a favore della ragazza e la porta a casa sua. La giovane si chiama Anja Ruland, poco più che ventenne, fa uso di droga e si prostituisce. L'aggressore è Franz Belter. Il giorno dopo Harry parla dell'accaduto a Derrick. Klein ammette a Derrick che prova qualcosa per la ragazza. Poco dopo torna a casa, ma Anja è sparita. Klein la trova in una fabbrica abbandonata assieme a Belter e ad altri uomini. In una stanza Klein viene picchiato e torna in questura per farsi medicare. Quindi si accorge che ha perso la pistola d'ordinanza. Torna nello stabile e trova Belter crivellato da tre colpi di pistola. In quel momento entra il signor Rotter, proprietario dello stabile, assieme ad altri uomini, i quali sostengono di essersi recati in quella stanza subito dopo aver sentito i colpi di pistola. In quel momento Klein sembra il principale indiziato dell'omicidio di Franz Belter.

## La donna di Amsterdam
- Titolo originale: Die Dame aus Amsterdam
- Diretto da: Helmuth Ashley
- Scritto da: Herbert Reinecker
- Interpreti:[2] Horst Tappert - Stephan Derrick, Fritz Wepper - Harry Klein, Willy Schäfer - Willy Berger, Elisabeth Augustin - Alina Bradley, Ernst Jacobi - Dottor Soest, Gustl Halenke - Veronica Soest, Raimund Harmstorf - Albert Hufland, Wega Jahnke - Andrea Hufland, Thomas Astan - Dottor Heising

### Trama
Derrick riceve una telefonata urgente da parte di Albert Hufland, un ex ufficiale di polizia, diventato investigatore privato. Da una cabina telefonica Hufland spiega a Derrick che, intrufolandosi all'Hotel Esplanada, ha avuto tra le mani documenti scottanti riguardo a un complotto internazionale. In quel momento Hufland viene crivellato da una raffica di mitra. Albert Hufland stava indagando per conto di Andrea Soest sui tradimenti del marito, un noto chimico di Francoforte sul Meno. Il dottor Soest era accompagnato all'Hotel Esplanade da Alina Bradley, una squillo di lusso di Amsterdam. Benché Soest sia un uomo molto più vecchio di lei, Alina ne sembra affascinata. Nel frattempo Klein si reca a Francoforte sul Meno e incontra il Dottor Heising, uno stretto collaboratore di Soest, il quale spiega che Soest ha lavorato a un potente veleno in grado di uccidere una persona con la sola inalazione.

## Una telefonata nella notte
- Titolo originale: Anruf in der Nacht
- Diretto da: Theodor Grädler
- Scritto da: Herbert Reinecker
- Interpreti:[3] Horst Tappert - Stephan Derrick, Fritz Wepper - Harry Klein, Willy Schäfer - Willy Berger, Thomas Fritsch - Erich Bronner, Till Topf - Walter Bronner, Ingeborg Lapsien - signora Bronner, Josef Fröhlich - Martin Bronner, Ilse Neubauer - signora Gerres, Horst Sachtleben - Anton Gerres, Stefan Reck - Manfred Gerres, Heike Goosmann - Anna Gerres, Claus-Peter Seifert - Wilhelm Gerres, Lotte Ledl - signora Süskind, Paul Müller - Enrico Paulista

### Trama
Anton Gerres, un pastore luterano, si reca all'ospedale e riceve un incarico da Martin Bronner, in fin di vita a seguito di un grave incidente stradale. Una volta tornato a casa Gerres non rivela i dettagli alla moglie e ai tre figli perché Bronner si era appellato al segreto confessionale. Gerres fa una telefonata ed esce nuovamente di casa in piena notte, il giorno dopo viene ritrovato ucciso sulla riva dell'Isar.

### Colonna sonora
- Grace Jones, La Vie en rose

## Pura follia
- Titolo originale: Absoluter Wahnsinn
- Diretto da: Horst Tappert
- Scritto da: Herbert Reinecker
- Interpreti:[4] Horst Tappert - Stephan Derrick, Fritz Wepper - Harry Klein, Willy Schäfer - Willy Berger, Robert Atzorn - Heinz Engler, Ingrid Steeger - Susi Moll, Horst Bollmann - signor Mertens, Eva Kotthaus - signora Mertens, Reinhard Glemnitz - Rudolf Schönhauser, Jutta Kammann - Helga Schönhauser, Kathrin Ackermann - Dagmar Engler

### Trama
Dagmar Engler, un'imprenditrice attiva nel ramo dell'abbigliamento, telefona al fratello Rudolf per dirgli di chiamare la polizia. Dagmar è impaurita dicendo a Rudolf che è chiusa in camera da letto e che lui, senza citare il nome, vuole ucciderla. Dagmar e Heinz stavano per divorziare perché l'uomo aveva un'amante, la bella ed eccentrica Susi Moll.

## Il morto su una panchina nel parco
- Titolo originale: Der Tote auf der Parkbank
- Diretto da: Theodor Grädler
- Scritto da: Herbert Reinecker
- Interpreti:[5] Horst Tappert - Stephan Derrick, Fritz Wepper - Harry Klein, Willy Schäfer - Willy Berger, Gisela Peltzer - signora Lindemann, Christian Hellenthal - Udo Lindemann, Ulrich Matthes - Ulrich Huberti, Alwy Becker - signora Huberti, Ursula Karven - Patricia Lomer, Werner Rom- signor Basse, Renate Grosser - signora Lomer, Ricci Hohlt - Helga Schönborn

### Trama
Una mattina viene trovato morto un uomo al parco. Si trattava di Georg Lindemann, un agente pubblicitario. La moglie, il figlio e i collaboratori descrivono Lindemann come un uomo aggressivo e prepotente.

## La notte dei giaguari
- Titolo originale: Die Nacht des Jaguars
- Diretto da: Jürgen Goslar
- Scritto da: Herbert Reinecker
- Interpreti:[6] Horst Tappert - Stephan Derrick, Fritz Wepper - Harry Klein, Willy Schäfer - Willy Berger, Hans Korte - Dottor Trabuhr, Doris Schade - signora Trabuhr, Volker Kraeft - Albert Trabuhr, Christian Kohlund - Albert Trabuhr, Christiane Krüger - Inge Förster, Ursula Buchfellner - Gisela Trabuhr, Wilfried Klaus - Norbert Kröbe

### Trama
Gisela Trabuhr viene trovata strangolata vicino a una cabina telefonica. Aveva ventiquattro anni ed era sposata con Albert, uno studioso di civiltà precolombiane. Il matrimonio tra Gisela e Albert era in crisi per incompatibilità tra i due. Mentre Albert è un uomo docile, Gisela era una ninfomane che aveva molti amanti e li incontrava all'interno di una sartoria.

## Una via verso la libertà
- Titolo originale: Ein Weg in die Freiheit
- Diretto da: Gero Erhardt
- Scritto da: Herbert Reinecker
- Interpreti:[7] Horst Tappert - Stephan Derrick, Fritz Wepper - Harry Klein, Willy Schäfer - Willy Berger, Michael Degen - Ewald Potter, Loni von Friedl - Hélène Potter, Cristoph Eichhorn - Hans Potter, Ulli Phillipp - Eva Wilde, Jessica Kosmalla - Hilo Glück, Volker Lechtenbrink - Harro Wamsler, Claus-Peter Seifert - Ingo Wicker, Ben Becker - Holger Stemp, Henry van Lycj - Habecker, Gert Burkard - signor Bender

### Trama
Attorno alle dieci di sera il signor Wilke, procuratore della ditta Potter, è freddato da un colpo di pistola nel suo ufficio. Alcune ore dopo anche il proprietario Ewald Potter, imprenditore senza scrupoli, subisce un attentato presso la sua abitazione. Potter addita subito i colpevoli in una banda musicale, formata da Hilo Glück, Harro Wamsler, Ingo Wicker e Holger Stemp, come colpevoli dell'omicidio e dell'attentato perché lui stesso li aveva cacciati da un suo locale.

## Il caso Goos
- Titolo originale: Mordfall Goos
- Diretto da: Franz Peter Wirth
- Scritto da: Herbert Reinecker
- Interpreti:[8] Horst Tappert - Stephan Derrick, Fritz Wepper - Harry Klein, Martin Held - Console Goos, Martin Benrath - Thomas Goos, Irene Clarin - Ingrid Goos, Robert Atzorn - Gregor Goos, Liane Hielscher - Hélène Goos, Wega Jahnke - signora Messner, Beatrice Richter - Linda Corvin, Will Danin - Bruno Viebach, Gernot Duda - Malente, Philipp Moog - assistente di polizia

### Trama
Ingrid Goos è colpita mentre sta andando a cavallo. Fortunatamente per lei è solamente ferita e, dopo alcuni giorni di ricovero, esce dall'ospedale illesa. Il marito di Ingrid, Thomas Goos, si reca da Derrick e Klein affinché valutino il caso, ma loro rispondono che hanno cose più urgenti di fare e archiviano la questione. Ingrid è una giovane donna di bella presenza, originaria da una famiglia di circensi. Thomas è figlio di un console e fratello di un ricco industriale ed ha divorziato dalla prima moglie alcuni anni prima. Il padre e il fratello non vedono di buon occhio la relazione tra Thomas e la giovane circense. Qualche giorno dopo Ingrid viene uccisa nel giardino di casa. Thomas pensa che i colpevoli siano stati i parenti più stretti.

## Pattuglia notturna
- Titolo originale: Nachtstreife
- Diretto da: Dietrich Haugk
- Scritto da: Herbert Reinecker
- Interpreti:[9] Horst Tappert - Stephan Derrick, Fritz Wepper - Harry Klein, Willy Schäfer - Willy Berger, Hans Brenner - Hans Marx, Witta Pohl - Luise Marx, Karin Thaler - Erika Marx, Frank Hoffmann - Konrad de Mohl, Ankie Lau - Marianne de Mohl, Herbert Bötticher - Walter de Mohl, Anton Diffring - de Mohl padre, Bernd Herberger - Dr. Roland, Peter Weiß - giovane poliziotto

### Trama
Hans Marx e Reinhard, il primo un poliziotto esperto, il secondo un giovane appena uscito dall'accademia, sono di pattuglia alle dieci di sera. Hanno trovato un'auto sospetta, così Marx va a telefonare per chiedere rinforzi e lascia il giovane di guardia. Vedendo i malviventi scappare il giovane tenta di fermarli ma viene ucciso. Marx si sente responsabile per la morte del ragazzo ed ha alcuni momenti di stress. Tuttavia riconosce Konrad de Mohl come uno degli assassini e sottoscrive una deposizione davanti al magistrato Roland. Derrick e Klein iniziano le indagini. Alcuni giorni dopo Marx, sposato con una figlia, subisce un attentato in casa.

## L'ultima volta di Koldau
- Titolo originale: Koldaus letzte Reise
- Diretto da: Franz Peter Wirth
- Scritto da: Herbert Reinecker
- Interpreti:[10] Horst Tappert - Stephan Derrick, Fritz Wepper - Harry Klein, Willy Schäfer - Willy Berger, Peter Ehrlich - Martin Koldau, Liane Hielscher - Franziska Bracht Miele, Klaus Herm - Emil Miele, Thomas Piper - Klosse, Nikolas Lansky - Munk, Edith Behleit - signora Schulz, Bruno Walter Pantel

### Trama
Sotto il nome di Martin Fischer, Martin Koldau torna a Monaco di Baviera dopo venti anni passati in prigione con l'accusa di omicidio. Con solo una valigetta contenente un fucile di precisione, Koldau va ad alloggiare nella pensione gestita dalla signora Schulz. Dopodiché Koldau si reca a casa di Franziska Bracht, un tempo la sua compagna, che nel frattempo si è sposata con Emil Miele, un uomo meschino. Franziska, una volta rivisto Martin, fugge con lui. Koldau confessa a Franziska che è tornato a Monaco perché deve uccidere una persona sotto ricompensa. Koldau aggiunge che non può più tornare indietro, però Franziska gli chiede di smettere. Quindi Koldau, per amore di lei, vuole accontentarla e le promette che rifiuterà l'incarico. Koldau deve incontrarsi in un parcheggio con il mandante, ma viene egli stesso ucciso. Franziska assiste alla scena e telefona a Derrick. Inoltre concede un'intervista ai giornali, esponendosi in prima persona.

## Solo guai con l'uomo di Roma
- Titolo originale: Nur Ärger mit dem Mann aus Rom
- Diretto da: Helmuth Ashley
- Scritto da: Herbert Reinecker
- Interpreti:[11] Horst Tappert - Stephan Derrick, Fritz Wepper - Harry Klein, Willy Schäfer - Willy Berger, Burkhard Driest - Arthur Dribald, Sieghardt Rupp - Ewald Scholler, Siegfried Rauch - Armand Zoller, Ursula Buchfellner - Rita Jakobs, Hans Goerg Panczak - Raimund Jakobs, Ute Christensen - Dora, Horst Sachtleben - Dr. Steinweg

### Trama
Mentre è al ristorante con Stephan Derrick, Harry Klein riconosce Arthur Dribald, un ricercato da diversi anni. Appena tornato a Monaco, Dribald, esperto in scasso, che vive a Roma da alcuni anni.